# Puchar Świata w narciarstwie alpejskim 2001/2002
Sezon 2001/2002 Pucharu Świata w narciarstwie alpejskim rozpoczął się 27 października 2001 we austriackim Sölden, a zakończył 10 marca 2002 również w Austrii, w miejscowości Altenmarkt. Była to 36. edycja pucharowej rywalizacji. Rozegrano 34 konkurencje dla kobiet (9 zjazdów, 9 slalomów gigantów, 5 supergigantów, 9 slalomów specjalnych oraz 2 kombinacje) i 35 konkurencji dla mężczyzn (10 zjazdów, 8 slalomów gigantów, 6 supergigantów, 9 slalomów specjalnych oraz 2 kombinacje).
Puchar Narodów (łącznie) zdobyła reprezentacja Austrii, wyprzedzając Szwajcarię i Włochy.

## Puchar Świata w narciarstwie alpejskim kobiet
Wśród kobiet najlepszą zawodniczką okazała się Austriaczka Michaela Dorfmeister, która zdobyła 1271 punktów, wyprzedzając swoją rodaczkę Renate Götschl i Szwajcarkę Sonię Nef.
W poszczególnych klasyfikacjach tryumfowały:
- Isolde Kostner – zjazd
- Laure Péquegnot – slalom
- Sonja Nef – slalom gigant
- Hilde Gerg – supergigant
- Renate Götschl – kombinacja

## Puchar Świata w narciarstwie alpejskim mężczyzn
Wśród mężczyzn najlepszym zawodnikiem okazał się Austriak Stephan Eberharter, który zdobył 1702 punkty, wyprzedzając Norwega Kjetila André Aamodta i Szwajcara Didiera Cuche'a.
W poszczególnych klasyfikacjach tryumfowali:
- Stephan Eberharter – zjazd
- Ivica Kostelić – slalom
- Frédéric Covili – slalom gigant
- Stephan Eberharter – supergigant
- Kjetil André Aamodt – kombinacja

## Puchar Narodów (kobiety + mężczyźni)
- 1.  Austria – 12922 pkt
- 2.  Szwajcaria – 6388 pkt
- 3.  Włochy – 4811 pkt
- 4.  Francja – 4728 pkt
- 5.  Norwegia – 3723 pkt